# Naduvattom
Naduvattom es una ciudad censal situada en el distrito de Malappuram en el estado de Kerala (India). Su población es de 21273 habitantes (2011). Se encuentra a 31 km de Malappuram y a 65 km de Kozhikode.

## Demografía
Según el censo de 2011 la población de Naduvattom era de 21273 habitantes, de los cuales 10074 eran hombres y 11199 eran mujeres. Naduvattom tiene una tasa media de alfabetización del 91,45%, inferior a la media estatal del 94%. la alfabetización masculina es del 94,23%, y la alfabetización femenina del 89,01%.